# 蜂巢澤鱔
蜂巢澤鱔，又稱蜂巢勾吻鯙，為輻鰭魚綱鰻鱺目鯙亞目鯙科的其中一種，分布於太平洋區，從澳洲南部、紐西蘭至復活節島海域，棲息深度3-36公尺，體長可達150公分，為底棲性魚類，生活珊瑚礁、岩礁區，屬肉食性，生活習性不明。

## 擴展閱讀
維基物種上的相關：蜂巢澤鱔